# Cal Serra (Sant Feliu Sasserra)
Cal Serra és un edifici al nucli de Sant Feliu Sasserra (Bages) protegit com a bé cultural d'interès local. Es tracta d'una casa entre mitgeres de tres plantes. A la planta baixa hi ha dues entrades: la principal, que dona accés als baixos, i una lateral que ho fa a una escala que condueix als pisos. Aquests dos portals juntament amb la finestra lateral són emmarcats amb pedra. Al primer pis hi ha tres balcons interessants per les decoracions que els envolten. La decoració els ve donada per dues columnetes adossades a les dovelles del balcó, que sostenen la llinda. El balcó central és el més treballat: capitells corintis, escuts, rostres humans (molt malmesos). Al pis superior es repeteix l'estructura dels tres balcons però les obertures són més petites. Un petit ràfec és sostingut per mènsules de pedra. Aquest edifici fou construït a les darreries del segle xix per Josep Serrajòrdia, cabaler de la finca de Serrajòrdia de Sant Feliu Sasserra, que volgué que el conjunt no fos exclusivament una habitatge: a la part del darrere hi ha un bosquet amb una bassa i un mirador en forma de campanar.